# Quyết lá thông
Quyết lá thông hay còn gọi là lõa tùng, lá thông, quyết trần, tóc tiên (danh pháp khoa học: Psilotum nudum) là một loài dương xỉ trong họ Psilotaceae. Loài này được L. P. Beauv. mô tả khoa học đầu tiên năm 1805.
"Bụi nhỏ, thường ở đất, không lông, không rễ, có căn trạng thay thế. Thân xanh, chia nhánh lưỡng phân nhiều lần, cao 20-80cm; phần non có 3 cạnh tròn. Lá rất nhỏ, như vảy xoan. Bào tử nang ở cạnh thân, tròn tròn, có cọng rất ngắn, màu vàng; buồng 3, nở dọc; bào tử một thứ. 2n=200.
Phân bố ở vùng đất ẩm, trên cát: Cao Lạng, Hà Nội, Đà Nẵng, đến Poulo-panjang. Chứa psilotin (=glucosid-phenol); ngâm rượu trị dập; dùng như trà: xổ; chống vi khuẩn."

## Hình ảnh

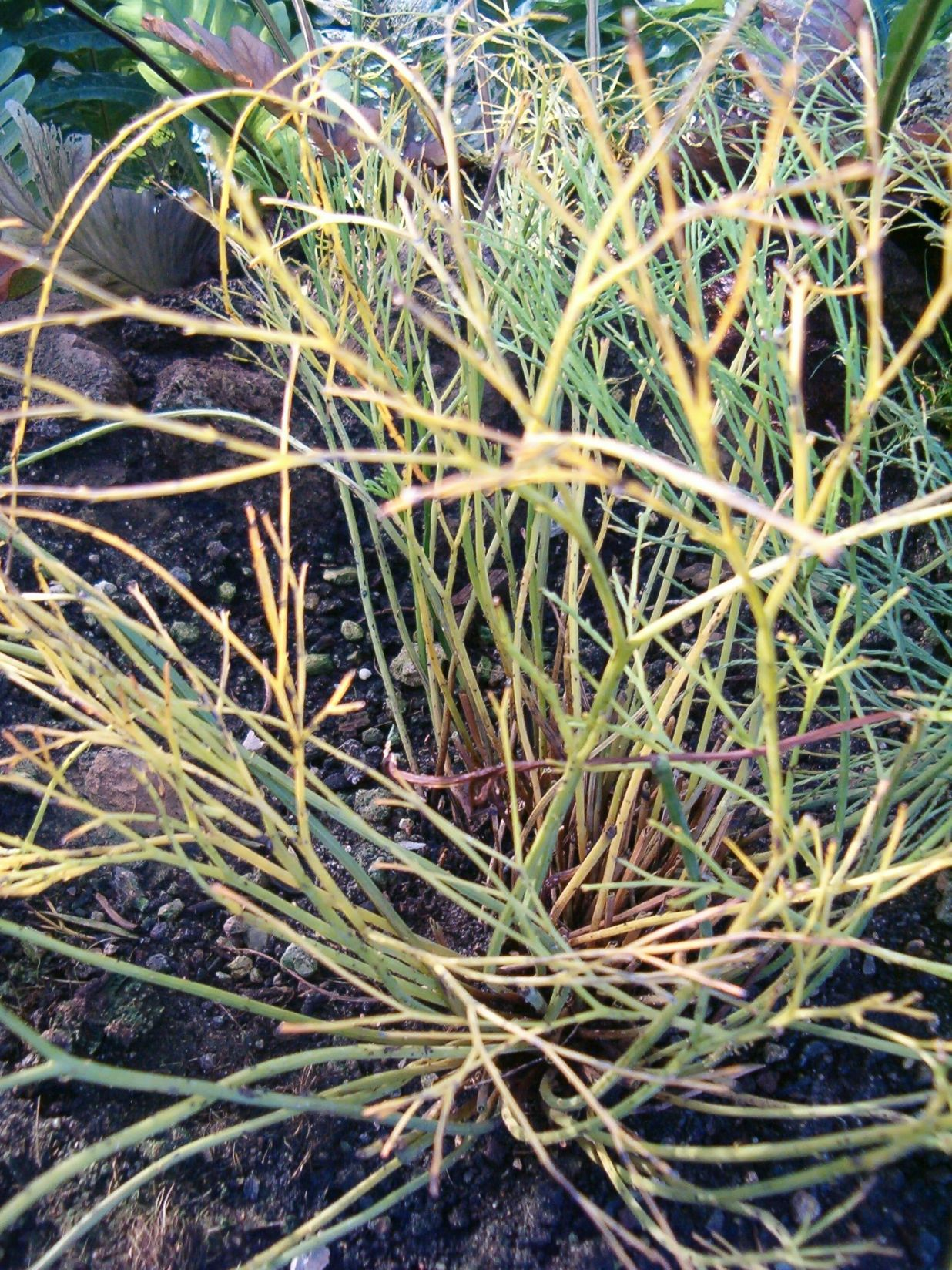
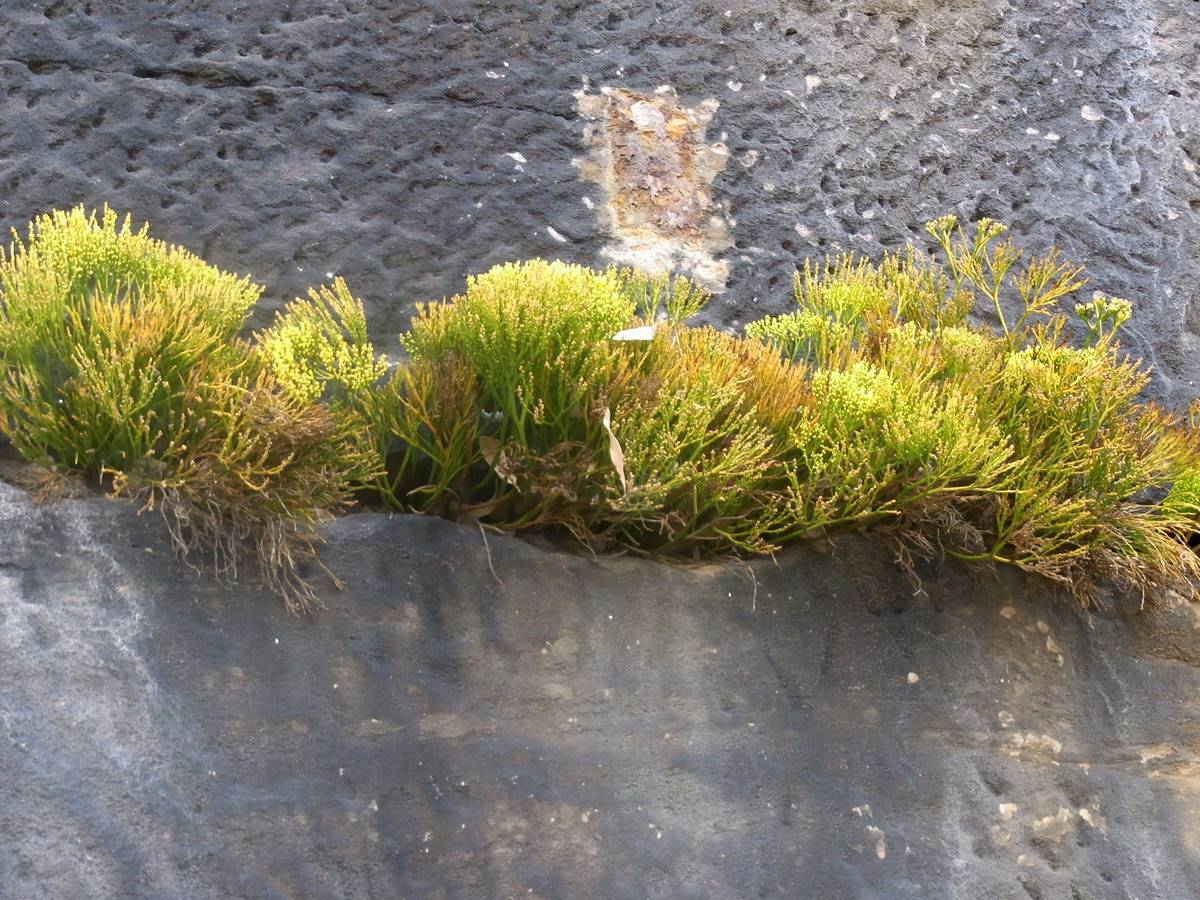
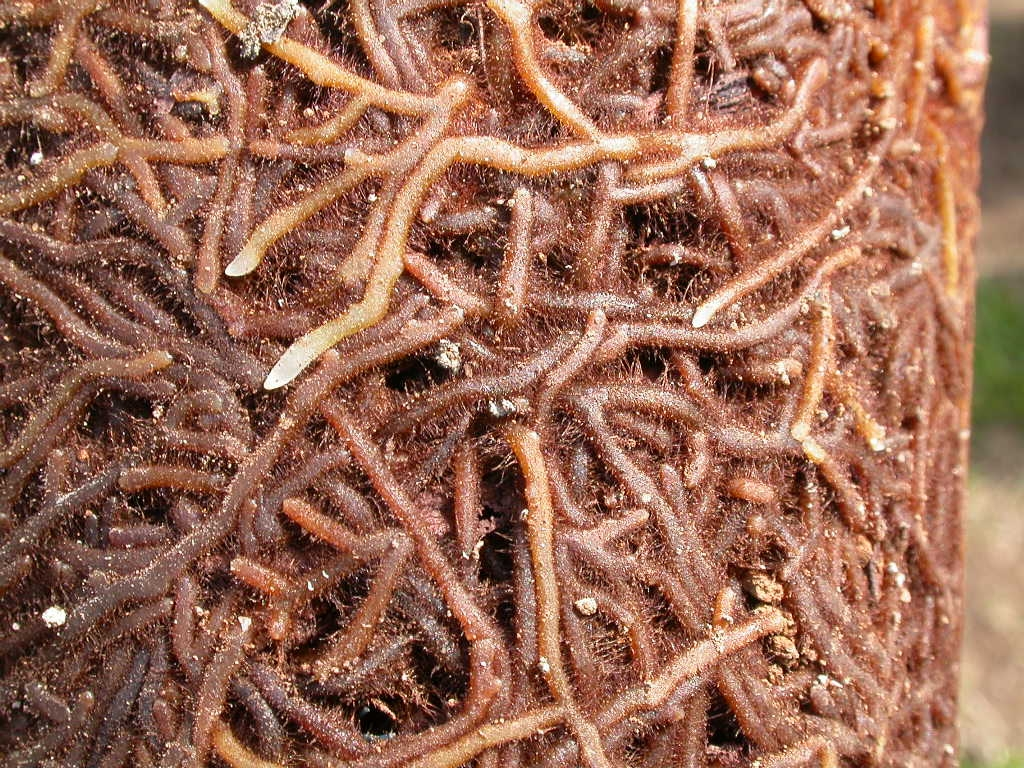
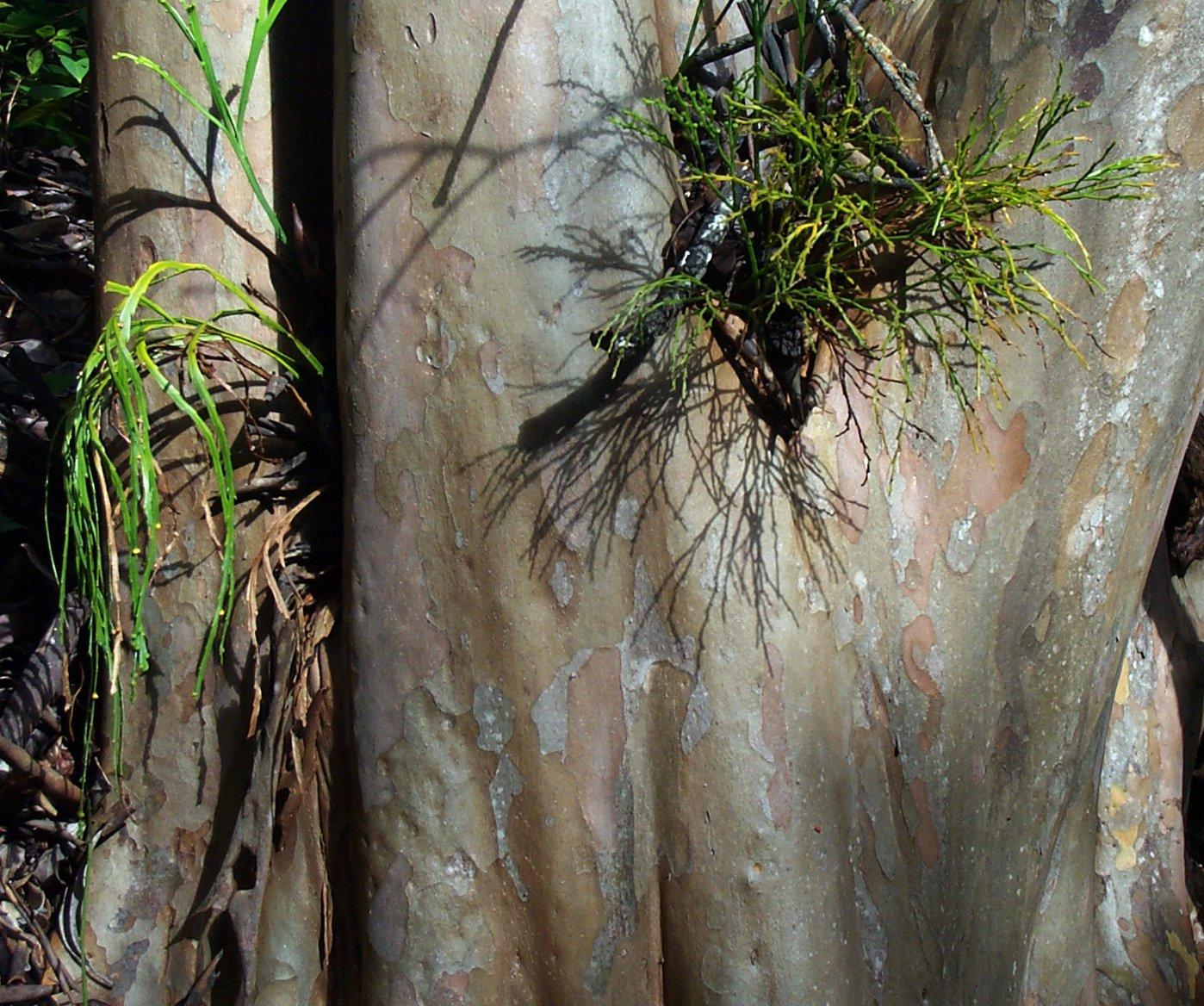

- Tập tin:Tập